# Bracebridge, Kanada
Bracebridge är en ort i Kanada.   Den ligger i provinsen Ontario, i den sydöstra delen av landet, 290 km väster om huvudstaden Ottawa. Bracebridge ligger 240 meter över havet och antalet invånare är 8 238.
Terrängen runt Bracebridge är huvudsakligen platt. Bracebridge ligger nere i en dal. Bracebridge är det största samhället i trakten. 
I omgivningarna runt Bracebridge växer i huvudsak blandskog. Runt Bracebridge är det ganska glesbefolkat, med 22 invånare per kvadratkilometer.